# Contea di Clay (Minnesota)
La contea di Clay (in inglese Clay County) è una contea dello Stato USA del Minnesota. Al censimento del 2000 la popolazione era di 51 229 abitanti. Il suo capoluogo è Moorhead.

## Toponimo
La contea prende il nome dallo statista americano Henry Clay, membro della Camera dei rappresentanti degli Stati Uniti, di cui fu presidente per tre volte,  e poi del Senato degli Stati Uniti d'America per il Kentucky e Segretario di Stato degli Stati Uniti d'America dal 1825 al 1829. La contea si è formata nel 1858. In origine il suo nome era Contea di Breckenridge ma cambiò il suo nome in quello attuale nel 1862.

## Geografia fisica
L'U.S. Census Bureau certifica che l'estensione della contea è di 2727 km², di cui 2707 km² composti da terra e 20 km² composti di acqua.

## Infrastrutture e trasporti

### Strade
| - Interstate 94 - U.S. Highway 10 - U.S. Highway 52 - U.S. Highway 75 | - Minnesota State Highway 9 - Minnesota State Highway 32 - Minnesota State Highway 34 - Minnesota State Highway 336 |

## Contee confinanti
- Contea di Norman - nord
- Contea di Becker - est
- Contea di Otter Tail - sud-est
- Contea di Wilkin - sud
- Contea di Richland - sud-ovest
- Contea di Cass - ovest

## Città e township
| Città | Township | Township |
| --- | --- | --- |
| - Barnesville - Comstock - Dilworth - Felton - Georgetown - Glyndon - Hawley - Hitterdal - Moorhead - Sabin - Ulen | - Alliance Township - Barnesville Township - Cromwell Township - Eglon Township - Elkton Township - Elmwood Township - Felton Township - Flowing Township - Georgetown Township - Glyndon Township - Goose Prairie Township - Hagen Township - Hawley Township - Highland Grove Township - Holy Cross Township - Humboldt Township | - Keene Township - Kragnes Township - Kurtz Township - Moland Township - Moorhead Township - Morken Township - Oakport Township - Oakport CDP - Parke Township - Riverton Township - Skree Township - Spring Prairie Township - Tansem Township - Ulen Township - Viding Township |